# Jacob Isaacsz. van Swanenburgh
Jacob Isaacszoon van Swanenburgh (* 21. April 1571 in Leiden; † 16. Oktober 1638 ebenda) war ein auf szenische Darstellungen der Hölle spezialisierter niederländischer Historienmaler und einer der Lehrer Rembrandt van Rijns.
Jacob van Swanenburgh war einer von drei Söhnen des Leidener Architekten und Malers Isaac Nicolai van Swanenburg (1538–1614). Der Vater genoss in der Stadt Einfluss und Ansehen, wurde 1582 zum Ratsmitglied und 1596 zum Bürgermeister von Leiden ernannt. Als Maler unterrichtete er seine Söhne und ermöglichte Jacob einen längeren Aufenthalt Italien, wo dieser in Venedig und Neapel tätig war.

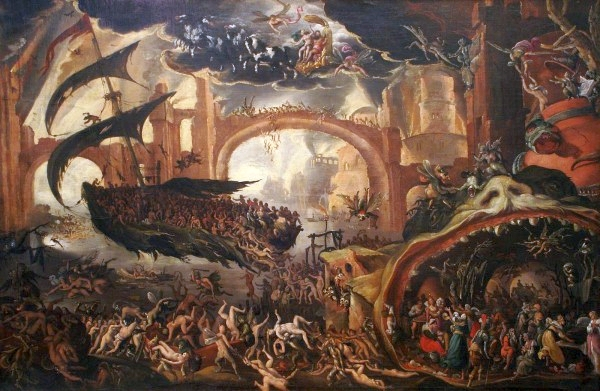
Gemälde Aeneas und Sibilla in der Unterwelt, Nationalmuseum Danzig

1608 wurde er vom Erzbischöflichen Hof angezeigt, weil er an einem Sonntag Bilder verkauft haben sollte. In Wahrheit ging es indes um ein Bild namens Der Hexentanz, in dem in einer Reminiszenz an Hieronymus Bosch Hexen abgebildet waren, die in der Hölle tanzten, was den Unwillen der Kirche hervorgerufen hatte.
1609 heiratete van Swanenburg Margarita Cordona, mit der er noch weitere acht Jahre in Neapel lebte. 1617 kehrte er nach Leiden zurück und richtete sich ein Atelier ein, in dem er auch unterrichtete. Sein bekanntester Schüler war Rembrandt van Rijn, der vermutlich von 1620 bis 1624 bei ihm Stunden nahm.